# New York City Police Museum
Il New York City Police Museum è un museo di New York che celebra il New York City Police Department fin dalla sua fondazione avvenuta nel 1845.